# يوهان إلماندر
يوهان إلماندر (بالسويدية: Johan Elmander)‏ (مواليد 27 مايو 1981) هو لاعب كرة قدم سويدي.

## وصلات خارجية
- يوهان إلماندر على موقع الاتحاد الدولي (مؤرشف)  (الإنجليزية)
- يوهان إلماندر على موقع الاتحاد الأوربي (الإنجليزية)
- يوهان إلماندر على موقع اتحاد السويد (السويدية)
- يوهان إلماندر على موقع اتحاد تركيا (لاعب) (الإنجليزية)
- يوهان إلماندر على موقع قاعدة بيانات كرة القدم.إي يو (الإنجليزية)
- يوهان إلماندر على موقع ليكيب (الفرنسية)
- يوهان إلماندر على موقع ناشيونال فوتبول تيمز (الإنجليزية)
- يوهان إلماندر على موقع Soccerbase.com (لاعب) (الإنجليزية)
- يوهان إلماندر على موقع Soccerway.com (الإنجليزية)
- يوهان إلماندر على موقع عالم كرة القدم.نت (الإنجليزية)

- معلومات عن اللاعب
- معلومات أخرى